# Sanja Ilić
Sanja Ilić, (szerbül: Сања Илић) (Belgrád, 1951. március 27. – Belgrád, 2021. március 7.) szerb énekes. Balkanikával együtt képviselte Szerbiát a 2018-as Eurovíziós Dalfesztiválon, Lisszabonban, a Nova deca című dallal.

## Diszkográfia

### Nagylemezek
- 1987 – Delta Project
- 1994 – Plava ptica
- 1999 – Balkan 2000
- 2004 – Balkan koncept
- 2006 – Ona radosti (Pravac Evropa)
- 2009 – Ceepaj

### Kislemezek
- 2011 – Ljubi me na ibici (Andrej Ilić-csel)
- 2017 – Za kraj
- 2018 – Nova deca

## Weblinks
- Sanja Ilić
- Sanja Ilić & Balkanika